# Pieter Damant
Pieter Damant (Mechelen, 1530 – Gent, 14 september 1609) was een Zuid-Nederlands bisschop. Hij was de 3de bisschop van Gent (1590-1609).

## Levensloop
Pieter was de zoon van Pieter Damant, die uit een adellijk geslacht kwam, en Anne de Bave. Zijn vader en zijn zwager Viglius, die gehuwd was met zijn zuster Jacquelina, waren beiden raadsheer van keizer Karel V.
Op 14 juni 1542 werd hij ingeschreven aan de universiteit van Leuven en naar alle waarschijnlijkheid behaalde hij er het licentiaat in beide rechten.
Hij werd kanunnik te Brugge, te Antwerpen en te Brussel (Sint-Goedele) en in Gent werd hij proost van het Sint-Veerlekapittel en kanunnik van het Sint-Baafskapittel.
In 1554 werd hij geestelijk raadsheer bij de Raad van Vlaanderen.
In 1556 werd hij cantor en in 1585 deken van het Sint-Baafskapittel.
Tussen 1585-1587 en 1588-1589 was hij vicaris-generaal van het bisdom Gent.

## Bisschop
In 1589 werd hij door Filips II van Spanje als bisschop voorgedragen, op 18 juni 1590 door paus Sixtus V benoemd en op 14 oktober 1590 gewijd. Hij was reeds 60 jaar oud. Zijn bisschopsleuze was Deum redama (Betuig wederliefde aan God).

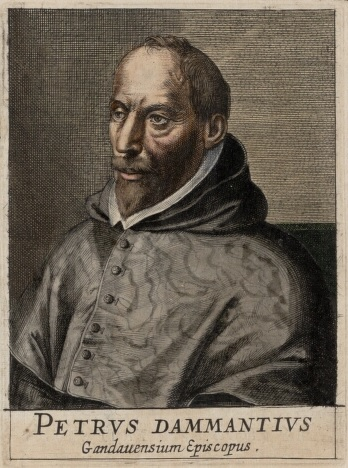
Bisschop Petrus Damant (afbeelding uit Flandria illustrata, 1641)

De latere bisschop Antonius Triest werd in 1606, onder zijn bewind aartsdiaken van de Sint-Baafskathedraal in Gent.
In 1607 liet hij in Lochristi de kapel Lobos bouwen, verbonden door een dreef met het kasteel Rozelaar.
Hij was 79 jaar toen hij op 14 september 1609 overleed.
Zijn praalgraf, vermoedelijk van de hand van een van de zonen van beeldhouwer Jacob de Nole, bevindt zich in een straalkapel (Sint-Petrus en Pauluskapel) van de  Sint-Baafskathedraal, zie detailfoto hierbij.

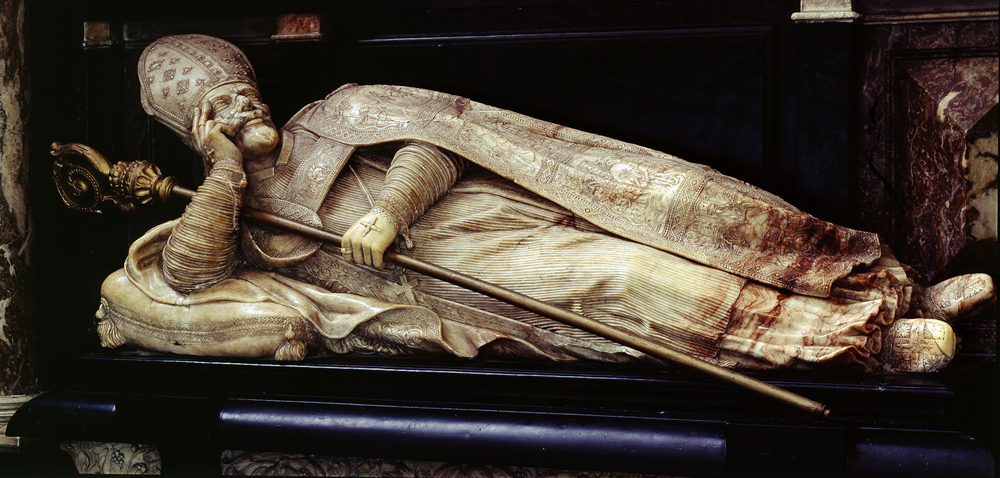
Praalgraf van Petrus Damant